# IC 1209
IC 1209 — галактика типу E-S0 (еліптична спіральна галактика) у сузір'ї Геркулес.
Цей об'єкт міститься в оригінальній редакції індексного каталогу.